# Bahía de Disko
La bahía de Disko (del groenlandés: Qeqertarsuup tunua) está situada en la costa centro occidental de Groenlandia, frente a la isla de Disko. Constituye una amplia entrada de mar el sureste de la bahía de Baffin, siendo ésta la bahía abierta más grande del oeste de Groenlandia.

## Descripción
Con una longitud de 150 km de norte a sur y 100 km de este a oeste. Tiene una profundidad promedio de 400 m y una temperatura promedio del agua de 3.5 °C. Sin embargo, en invierno esta cae a los -1.75 °C para volver a subir a los 12 °C durante el verano. No obstante en las últimas décadas esto está cambiando, ya que se ha ido calentando gradualmente desde 1997.
Al sur de la bahía la costa es enrevesada, con múltiples cursos fluviales con farallones y pequeñas islas cerca del archipiélago de Aasiaat. La bahía tiene una población 4.546 habitantes (2010) con tres principales asentamientos: Ilulissat (Jakobshavn), la tercera ciudad más grande de Groenladia, así como Qasigiannguit (Christianshåb) y Aasiaat (Egedesminde). En la isla de Disko se encuentra la localidad de Qeqertarsuaq (Godhavn). Administrativamente la bahía de Disko pertenece a la comuna de Avannaata Kommunia.

## Galería

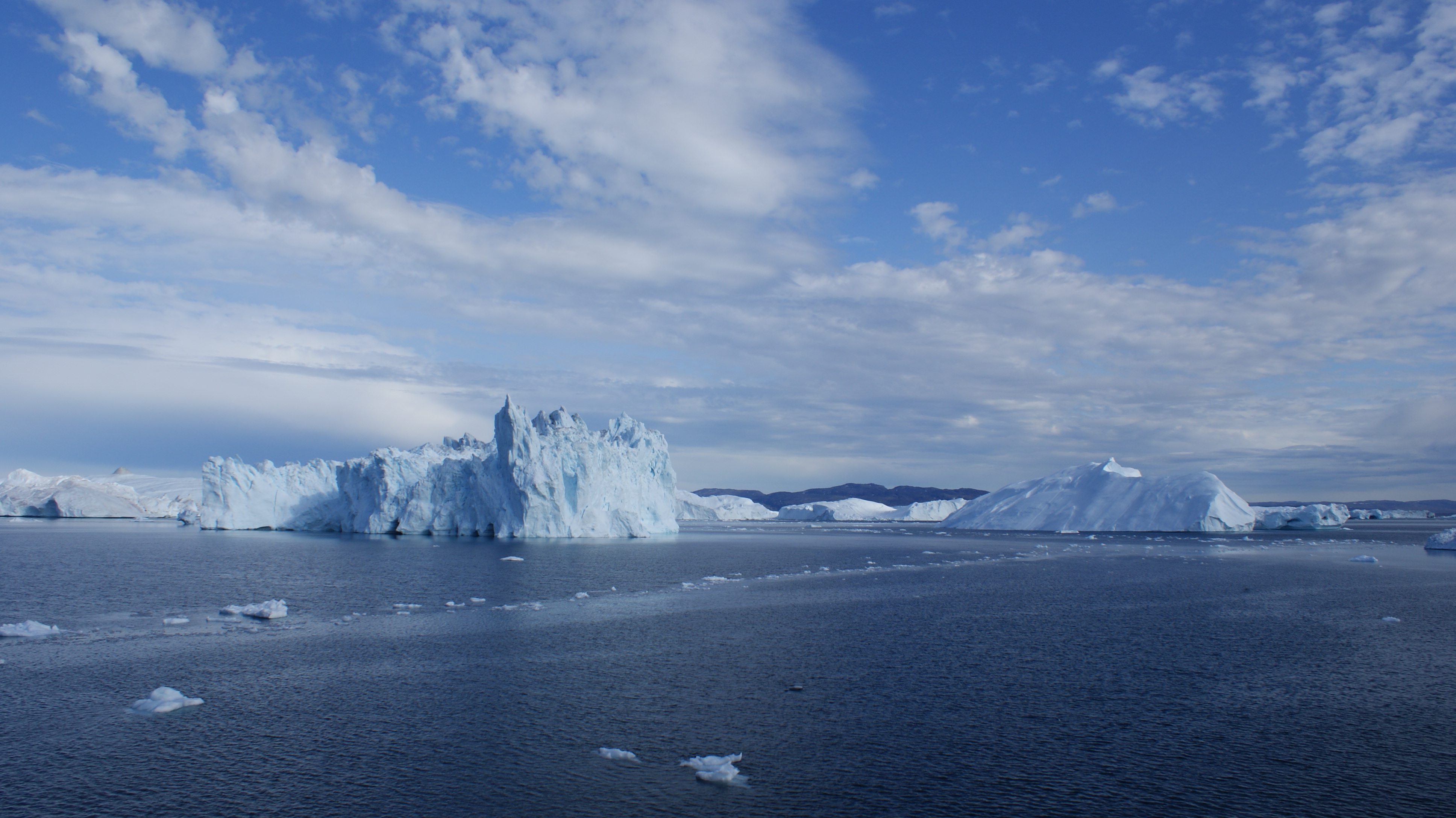
Icebergs en Bahía de Disko
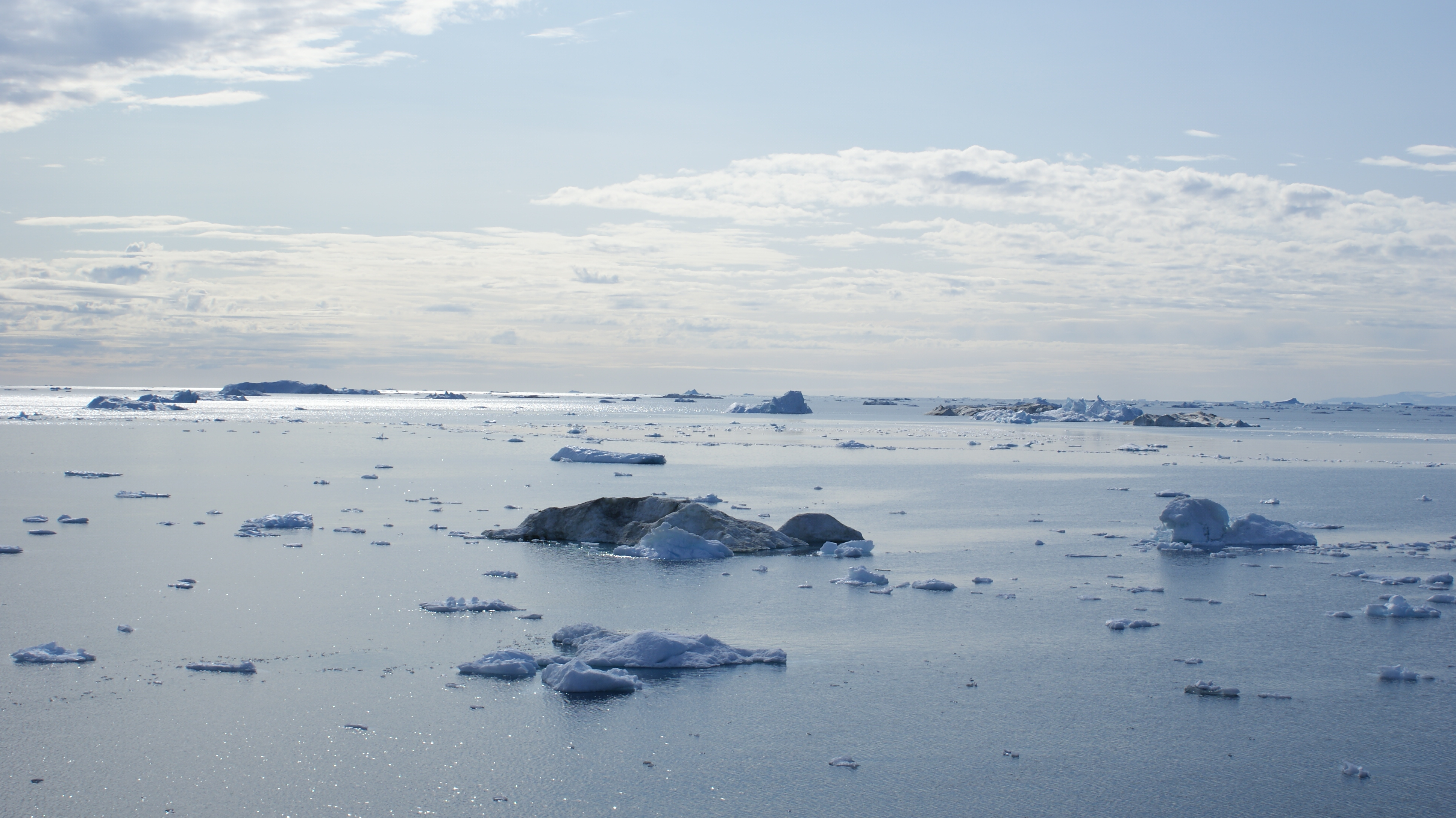
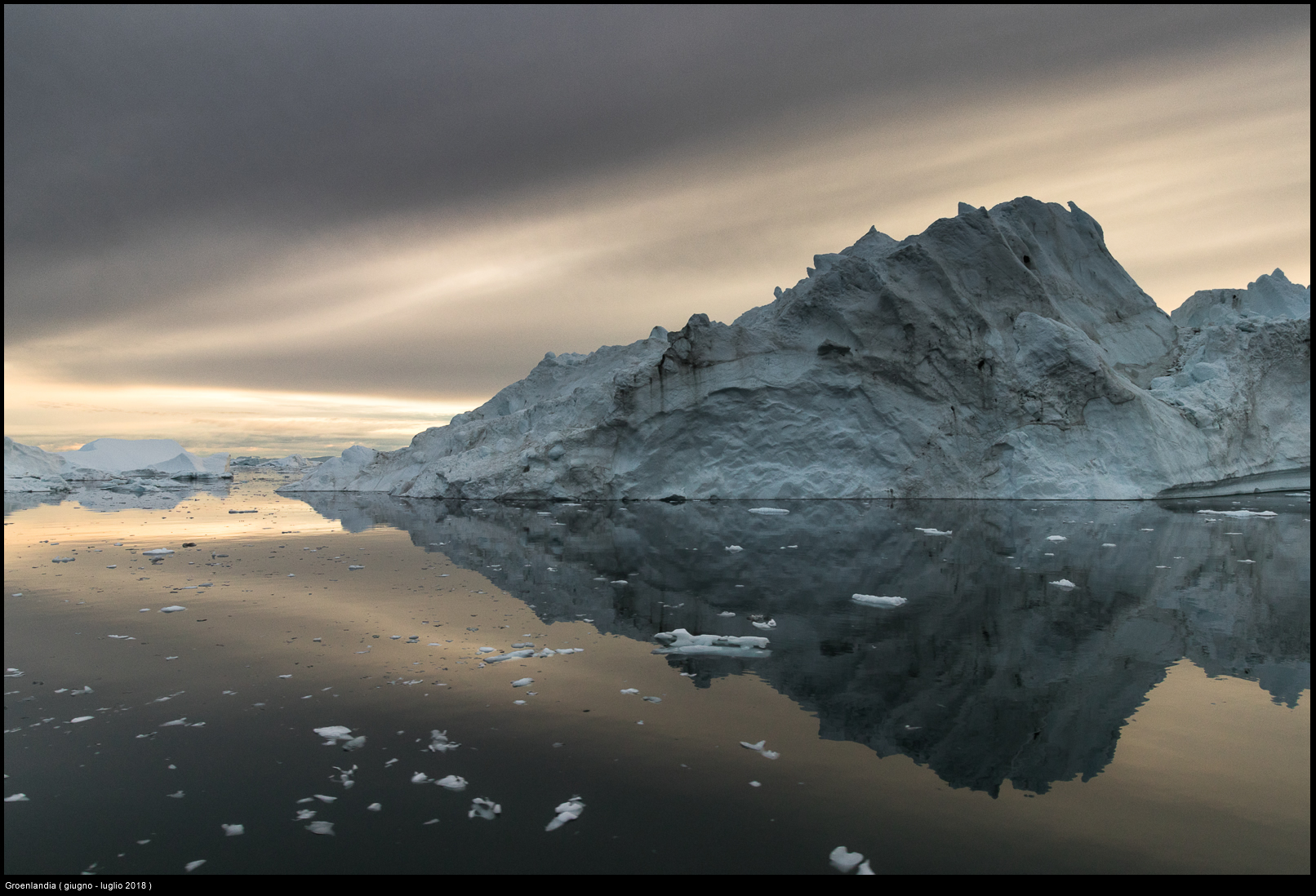